# Shirazia monotona
Shirazia monotona är en fjärilsart som beskrevs av Hans Georg Amsel 1954. Shirazia monotona ingår i släktet Shirazia och familjen mott. Inga underarter finns listade i Catalogue of Life.